# إد لونغ (طيار)
إد لونغ (بالإنجليزية: Ed Long)‏ هو طيار أمريكي، ولد في 1915، وتوفي في 18 يوليو 1999.